# BSG Einheit Ost Leipzig
Die BSG Einheit Ost Leipzig war eine Betriebssportgemeinschaft aus Leipzig, die 1950 neben der BSG Einheit Zentrum Leipzig aus der BSG Erich Zeigner Leipzig hervorgegangen war. Nach der Wiedervereinigung wurde mit dem SV Einheit Leipzig Ost der Nachfolgeverein der Betriebssportgemeinschaft gegründet.

## Strukturentwicklung
Als nach dem Ende des Zweiten Weltkriegs in der Sowjetischen Besatzungszone dauerhaft alle Sportvereine aufgelöst wurden, bildeten sich zunächst lose organisierte Sportgemeinschaften, die in der ersten Zeit nur auf lokaler Ebene Sportwettkämpfe austragen durften. In Leipzig entstanden zahlreiche solcher Sportgemeinschaften, allein elf beteiligten sich 1946/47 an der Leipziger Fußballmeisterschaft. Eine dieser Sportgemeinschaften war die SG Probstheida, auch als SG Leipzig-Probstheida bezeichnet. Die SG Probstheida wurde von ehemaligen Mitgliedern des VfB Leipzig und des ATV Leipzig gegründet. Im Jahr 1949 wurde die Sportgemeinschaft in die Betriebssportgemeinschaft BSG Erich Zeigner Leipzig umgegründet, aber nur ein Jahr nach ihrer Gründung schon wieder aufgelöst. Aus ihr entstanden die BSG Einheit Ost Leipzig und die BSG Einheit Zentrum Leipzig, aus der sich wieder der ATV Leipzig entwickelte. Die BSG Einheit Ost übernahm unter anderem von der BSG Erich Zeigner die erfolgreiche Fußballsektion, die sich in der Saison 1949/50 für die neugegründete DDR-Liga qualifizierte.

## Sektion Fußball

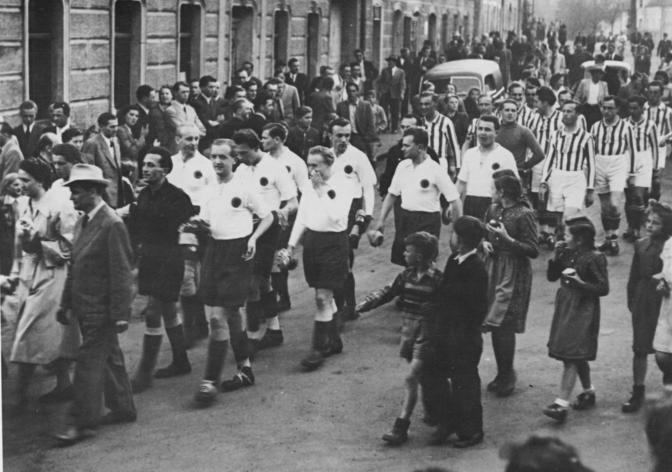
Mannschaft der BSG Einheit-Ost Leipzig in Pleystein (1952)

Die BSG Einheit Ost übernahm den DDR-Liga-Startplatz der BSG Erich Zeigner, nachdem sich diese in der Saison 1949/50 für die neugegründete DDR-Liga qualifizierte. In der Staffel Süd einsortiert belegten die Leipziger hinter der BSG Zentra Wismut Aue und der BSG Chemie Zeitz den dritten Platz. In der darauffolgenden Spielzeit, wo die Gruppen nicht mehr nach der geographischen Lage eingeteilt wurde, belegte die BSG Einheit Ost mit den sechsten Platz einen Mittelfeldplatz in der Staffel 1.
In der Saison 1952/53 sicherte man sich vor dem DDR-Oberliga-Absteiger BSG Motor Wismar den Sieg in der Staffel 2 der DDR-Liga und qualifizierte sich damit für die DDR-Oberliga. Zudem qualifizierte man sich für die Meisterschaftsendspiele gegen die BSG Fortschritt Meerane. Nachdem man im Hinspiel nicht über ein 1:1 hinauskam, siegten die Leipziger im Rückspiel mit 4:1 und sicherten sich damit die DDR-Liga-Meisterschaft.
Obwohl man mit bekannten Spielern wie Rudolf Hecker, Helmut Jacob und Rolf Sommer in die erste Oberligasaison der Vereinsgeschichte ging, musste man lange um den Klassenerhalt zittern. Erst am letzten Spieltag entschied sich, wer die Klasse hält und wer nicht. Am Ende des Spieltags waren die Leipziger punktgleich mit dem BSG Lokomotive Stendal und der BSG Motor Dessau. Die Leipziger schafften den Klassenerhalt, weil zu dieser Zeit bei Punktgleichheit die Torquotienten, also das Verhältnis aus erzielten Toren und Gegentoren, entscheidend war. Während Dessau einen Torquotienten von 0,691 und Stendal einen von 0,745 hatte, hatten die Leipziger mit 0,754 den besten Quotienten und konnten dadurch als Zwölfter die Klasse halten.
Während der Saison 1954/55 kam es zu tiefgreifenden Veränderungen für den DDR-Fußball. Zur gezielten Entwicklung des Hochleistungssports erfolgte in den Bezirken die Gründung sogenannter Sportclubs, deren Sektionen als Leistungsstützpunkte verschiedener Sportarten fungierten. Im Fußball wurden in diesem Zuge ein Großteil der Oberligamannschaften – die bisher fast ausschließlich Abteilungen von Betriebssportgemeinschaften waren – als Fußballsektionen in die Sportclubs eingegliedert. Für die BSG Einheit Ost Leipzig und ihre Fußballabteilung hatte es die Auswirkung, dass die Fußballabteilung nach dem elften Spieltag die BSG verließ und sich dem neugegründeten SC Rotation Leipzig anschloss. Im späteren Verlauf, der immer wieder auch Veränderungen im Spieleraufgebot nach sich zog, entstand aus dem SC Rotation und dann der Fußballsektion des SC Leipzig der im Bruno-Plache-Stadion (auch Heimstätte der BSG Einheit Ost) antretende 1. FC Lokomotive Leipzig.

## Abteilung Hockey
In den Anfangsjahren der Betriebssportgemeinschaft verfügte die BSG Einheit Ost Leipzig über eine erfolgreiche Hockeyabteilung. Im Jahr 1951 konnte der Verein auf sich aufmerksam machen, weil er von vier möglichen DDR-Meistertiteln im Hockey drei gewann. Im darauffolgenden Jahr konnten die Herren im Hallenhockey ihren Meistertitel verteidigen.
Was mit der Hockeyabteilung danach passierte, ist nicht bekannt. Weil aber der ATV Leipzig 1845, der nach der Wende aus der BSG Einheit Zentrum Leipzig entstanden ist, sowohl die Meistertitel von Einheit Zentrum Leipzig als auch von Einheit Ost für sich beanspruchte, besteht die Möglichkeit, dass im Jahr 1953 die Hockeyabteilund die BSG Einheit Ost verlassen und sich der BSG Einheit Zentrum angeschlossen hat.